# Metzneria expositoi
Metzneria expositoi is een vlinder uit de familie tastermotten (Gelechiidae). De wetenschappelijke naam is voor het eerst geldig gepubliceerd in 2001 door Vives.
De soort komt voor in Europa.